# 戸板落とし
戸板落とし（といたおとし）は、猟具のひとつである。
丈夫な戸板を地面に伏せ置き、その一辺の中央に支柱を立て、地面とは一辺で接するように斜めに傾け、戸板の上には岩などの重しを置き、戸板の下の地面には餌を置き、獲物を誘う。
餌の置き方には2つある。
1. 餌を引くとそれと同時に支柱が倒れ外れて獲物を圧する方法。
2. 支柱の下方にあらかじめ綱を結びつけておき、獲物が戸板の下にはいったら綱を引く。常時監視していなければならないという不便がある。

獲物には、キツネ、タヌキ、クマのような大型のものがふつうであるとされ、キジ、ウサギ、イタチなどにも用いられたという。

## 禁止猟法としての戸板落とし
日本の鳥獣保護法においては、戸板落としは獲物の圧殺を目的としていることから、梯子に似た格子を用いた「格子落とし」および、イタチなどの小型獣捕獲を目的とした箱罠の一種である「箱落とし」ともども、おしという名称で一律に禁止猟具に指定されている。
ただし、箱落としに関しては箱の途中に蓋が一定以上落ちないように、桟木を打って鳥獣の圧殺を防ぐような構造(閉じ込めによる捕獲のみを目的)とすることで、引き続き罠猟の法定猟具として使用が可能である。